# Nombre de pila

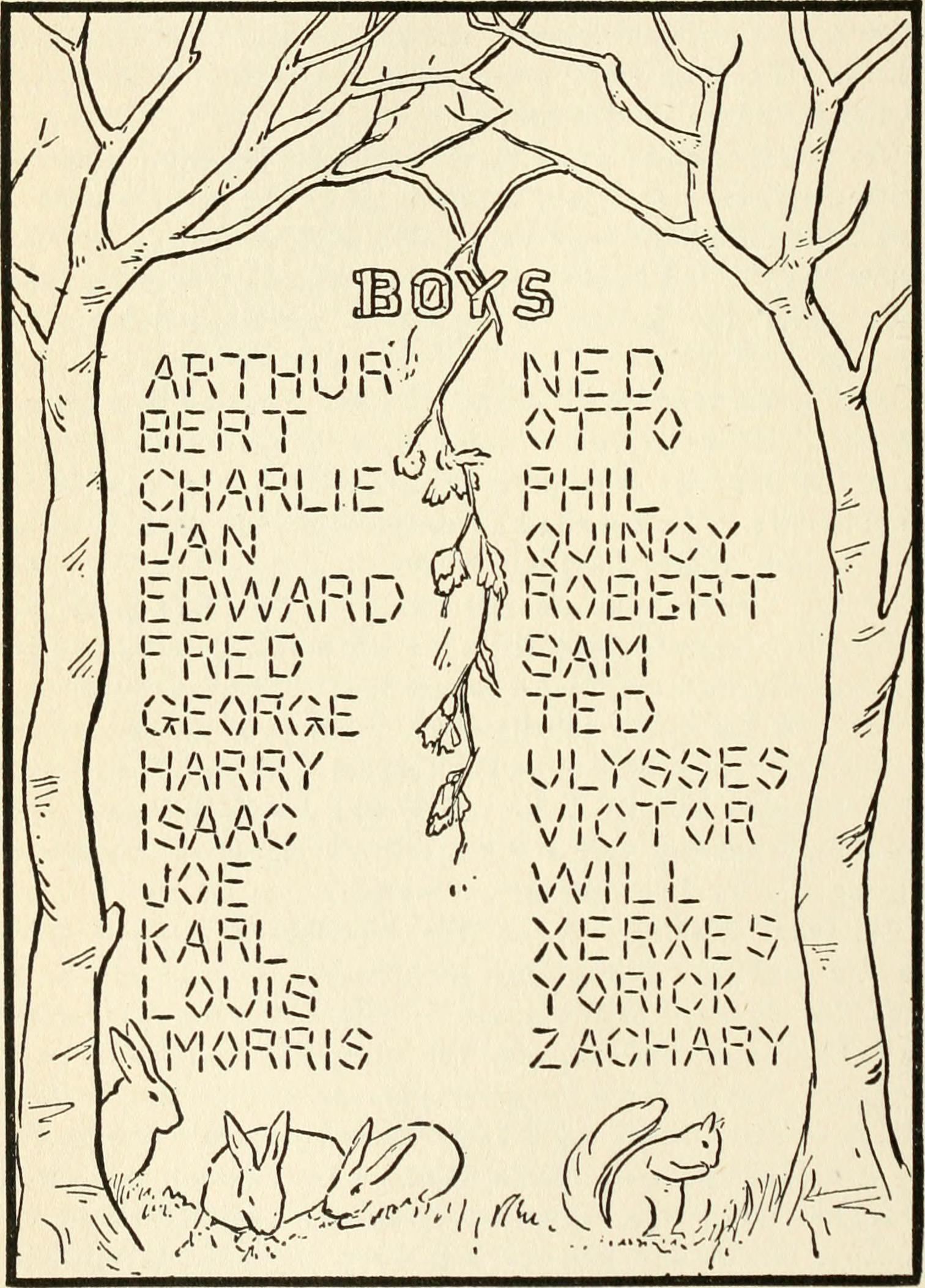
Ejemplo de nombres de pila masculinos.

Un nombre de pila (o sencillamente nombre) o gracia diferencia a los miembros de una familia. La expresión «nombre de pila» se refiere a la pila bautismal. Los nombres de pila son antropónimos, frecuentemente derivados de nombres comunes.

## Tipos de nombres
- Cualidades físicas: ej. Rufino (rojizo, pelirrojo).
- Ocupaciones: ej. Jorge (campesino, agricultor).
- Circunstancias de nacimiento: ej. Tomás (gemelo), Renato (renacido).
- Objetos: ej. Pedro (piedra), Roque (roca).
- Personajes literarios: ej. Wendy, Heidi, Gretel.
- Ambiguos: ej. Ariel (león de Dios), Noa.
- Advocaciones marianas: ej. Guadalupe, Almudena, Loreto, Inmaculada.
- Piedras preciosas: ej. Gema, Rubí, Zafiro, Esmeralda, Topacio, Perla.
- Flores: ej. Azucena, Margarita, Iris, Lila.
- Otro nombre (generalmente por cambio de género): ej. Andrea, Práxedes.
- Hipocorísticos: ej. Paco (hipocorístico de Francisco).
- Colores: ej. Azul, Escarlata, Viridiana, Porfiria.
- Países: ej. Grecia, Kenia, Irlanda, Francia, Italia.
- De variantes de otros idiomas: ej. Paola (variante italiana de Paula), Edgar (variante inglesa de Edgardo).
- Lugares: ej. Lorena, Nuria, Venecia.
- Reconocimiento: ej. Víctor (el que ha vencido).
- Compuestos: ej. Maribel (compuesto de María e Isabel), Anabel (compuesto de Ana e Isabel).

## Los nombres se pueden clasificar según su origen
1. Los nombres hebreos vienen casi siempre del Antiguo Testamento. Ejemplos: Jacobo, Juan, Daniel, David, Gabriel, Israel, José, Miguel, Rafael; Abigaíl, Raquel, Rebeca, Sara, Judith, etc. También existen nombres de origen arameo, como Tomás; María y Marta.
2. Los nombres germánicos se refieren en ocasiones a la guerra. El frecuente sufijo -berto proviene de -beraht, que quiere decir "brillante". Ejemplos: Alberto, Alfredo, Álvaro, Carlos, Eduardo, Gerardo, Guillermo, Gonzalo, Luis, Roberto, Rodolfo, Rodrigo, etc.
3. Los nombres griegos y latinos provienen en ocasiones de la mitología grecorromana. Muchos pertenecen a las tradiciones cristianas primitivas. Ejemplos griegos: Alejandro, Andrés, Cristóbal, Esteban, Felipe, Jorge, Pedro, Sebastián; Deyanira, Melissa, Mónica, etc. Ejemplos romanos: Antonio, Augusto, César, Fabio, Marcos, Pablo; Beatriz, Diana, Laura, Sergio, Victoria, etc.

Además en muchos lugares de América Latina existe un número significativo de nombres procedentes de las culturas que sobrevivieron la expansión planetaria de la civilización europea. Ejemplos: en mapudungun (lengua del pueblo mapuche originario de la zona centro-sur de Chile y del sudoeste de Argentina): Caupolicán 'pedernal azul', Galvarino, Lautaro 'traro veloz', Nahuel 'jaguar'; Sacha 'árbol', Pacha 'tierra' en quechua (lengua del Imperio inca); en náhuatl (la lengua de los nahuas): Cuauhtémoc 'águila que desciende' o 'Sol del ocaso'; Yóllotl 'corazón', Xicoténcatl 'boca de jicote', Citlalí 'estrella', Xóchitl 'flor', Tonatiuh 'sol'; en maya como Lolbé 'camino de flores', Sacnicté 'flor blanca'; o en guaraní: Aramí 'cielo' o Yerutí 'paloma'.